# أحمد عمر الحمصاني
الشيخ أحمد بن عمر بن محمد بن غنيم المحمصاني ولد في بيروت سنه 1290 هـ/1873 مـ في بيت علم ودين، كان والده الشيخ عمر المحمصاني كان يعمل في تجارة الكتب في المكتبة الحميدية التي كان هو صاحبها، وكانت المكتبة بمثابة منتدي لاهل العلم من الشيوخ والأدباء والشعراء، كان الشيخ الحمصاني حريصا علي ملازمة أهل العلم في مجالسهم ولما قدم عالم مصر الامام الشيخ محمد عبده مفتي الديار المصرية الي بيروت حيث فرضت عليه الإقامة الجبرية بسبب علاقته بالثورة التي قادها احمد عرابي باشا ضد عزيز مصر الخديوي محمد توفيق باشا سنة 1882 مـ.
بالاضافه الي ثقافة أحمد الدينية فانه كان يعتبر من أكثر علماء الانساب واصول العائلات الإسلامية من أهل بيروت وغيرها في البلدان السورية. كان للشيخ أحمد عمر الحمصاني مشاركات فعلية في العديد من المؤسسات اللغوية والمجامع العلمية عندما أسس الشيخ محمد توفيق خالد مفتي الجمهورية اللبنانية الكلية الشرعية في بيروت سنه 1353 هـ/1934 مـ عين الشيخ أحمد استاذا لمادة تفسير القرآن في هذه الكلية، وكان الخطيب الراتب وامام الجمعة في الجامع العمري الكبير ببيروت. توفي في بيروت سنه 1371 هـ/30 تموز,1951 مـ.

## مؤلفاته
- خلاصة النحو.
- تحذير الجمهور من مشاهد الزور، رسالة مطبوعه كتبها سنه 1328 هـ/1909 مـ.
- شرح احكام المجلة، هي مجلة الاحكام العدلية التي اصدرتها الحكومة العثمانية في اواخر عهدها.
- تفسير سورة الفاتحة.